# The Cars

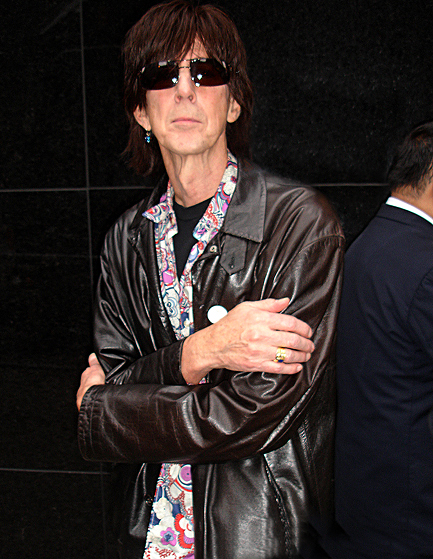
Ric Ocasek w 2009 r.

The Cars – amerykański zespół nowofalowy. Grupa powstała w 1976 roku w Bostonie. 
Ric Ocasek poznał Benjamina Orra późnym rokiem 1974, samotnie podróżując po USA. Obydwaj grali między innymi w Milkwood oraz Cap'n'Swing (przez fanów nazywanym "Pre-Cars"). W 1976 Cap'n'Swing przekształca się w "The Cars", rozpoczynając intensywną pracę nad materiałem. W 1977 powstało demo debiutanckiego albumu. Po dopracowaniu materiału, 6 czerwca roku 1978, The Cars przeżywa swój oficjalny debiut. Następnie wydaje albumy: Candy-O, Panorama, Shake It Up, Heartbeat City, Door To Door.
W 1987 roku w zespole zaczęło dochodzić do konfliktów, głównie o pieniądze i pozycje. W 1988, po 12 latach od powstania, zespół oficjalnie zakończył działalność.
Ostateczne pogłoski o wznowieniu działalności przekreśliła śmierć Orra 4 października 2000 roku (zmarł po 7 miesiącach walki z rakiem trzustki).
W 2005 roku dwóch byłych członków: Elliot Easton i Greg Hawkes wraz z Kasimem Sultonem (Utopia), Toddem Rundgrenem (Utopia), oraz Prairie'm Prince'm (Tubes) reaktywowali grupę jako "The New Cars" (Easton stwierdził: "Nazwaliśmy się The New Cars, bo nie chcemy naciągać naszych fanów"). Do projektu nie dołączył Ocasek, który nie chciał brać udziału w nowym przedsięwzięciu, zaś Robinson nie zajmował się już muzyką. "The New Cars" wydało jeden album: "It's Alive" i rozpadło się w 2007.
W 2010 roku pojawiły się pogłoski o reaktywacji zespołu. Rok później pojawił się ostatni album studyjny The Cars: "Move Like This" oraz odbyła trasa koncertowa.
W 2018 roku został wprowadzony do Rock N Roll Hall Of Fame. Wraz z The Cars podczas ceremonii wystąpił Scott Shriner (basista zespołu Weezer).
16 września 2019 zmarł Ric Ocasek, wokalista zespołu.

## Dyskografia

### Albumy
- 1978 - The Cars (Elektra)
- 1979 - Candy-OCandy-O (Elektra)
- 1980 - Panorama (Elektra)
- 1981 - Shake It Up (Elektra)
- 1984 - Heartbeat City (Elektra)
- 1985 - Greatest Hits  (Elektra) - kompilacja
- 1987 - Door to Door (Elektra)
- 1995 - Just What I Needed: The Cars Anthology (Elektra/Rhino) - 2CD - kompilacja
- 1999 - The Cars: Deluxe Edition (Elektra/Rhino) - kompilacja
- 2001 - Shake It Up & Other Hits (Flashback) - kompilacja
- 2002 - Complete Greatest Hits (Elektra/Rhino) - kompilacja
- 2005 - The Essentials (WEA International) - kompilacja
- 2011 - Move Like This (Hear Music)

### Single
- 1978 - "Just What I Needed"
- 1978 - "My Best Friend's Girl"
- 1979 - "Good Times Roll"
- 1979 - "Let's Go"
- 1979 - "It's All I Can Do"
- 1979 - "Double Life"
- 1980 - "Touch and Go"
- 1980 - "Don't Tell Me No"
- 1981 - "Gimme Some Slack"
- 1981 - "Shake It Up"
- 1982 - "Since You're Gone"
- 1982 - "Victim of Love"
- 1984 - "You Might Think"
- 1984 - "Magic"
- 1984 - "Drive"
- 1984 - "Hello Again"
- 1985 - "Why Can't I Have You"
- 1985 - "Heartbeat City"
- 1985 - "Tonight She Comes"
- 1986 - "I'm Not the One"
- 1987 - "You Are the Girl"
- 1987 - "Strap Me In"
- 1988 - "Coming Up You"
- 2011 - "Sad Song"